# Elvira Cervera
Elvira „Tita“ Cervera Batte (* 4. Januar 1923 in Sagua la Grande; † 27. März 2013 in Havanna) war eine kubanische Schauspielerin. Sie trat im Film, Fernsehen und Radio auf.
Zusätzlich zu ihrem Beruf als Schauspielerin war sie auch als Schauspiellehrerin tätig und besaß einen 1976 erworbenen Doktorgrad in Pädagogik.
2008 zeichnete die oppositionelle Organisation Arco Progresista sie für ihr Engagement gegen Rassismus und für Integration mit dem Premio Tolerancia Plus aus. Dabei wurde vor allem ihr langjähriges Eintreten für eine stärkere Sichtbarkeit von Afrokubanern in den audiovisuellen Medien des Landes gewürdigt.

## Filmografie
- 1964: Beschwörung (Cumbite)
- 1985: En tres y dos
- 1996: Terre indigo (Fernsehserie)
- 1999: Operación Fangio
- 2000: Un paraíso bajo las estrellas
- 2001: Raíces de mi corazón
- 2001: Miel para Oshún
- 2004: Santa Camila de La Habana vieja
- 2004: Tres veces dos

## Veröffentlichungen
- El arte para mí fue un reto. Autobiographie, Unión, 2004 (spanisch)